# Jochen Vollmer
Jochen „Joey“ Vollmer (* 6. April 1980 in Velbert) ist ein deutscher Eishockeytorwart, der seit 2016 beim ECDC Memmingen in der Oberliga unter Vertrag steht.

## Karriere

### Als Eishockeyspieler
Vollmer begann seine Karriere in der Saison 1998/99 mit 17 Jahren bei den Moskitos Essen in der zweiten Bundesliga, in der er jedoch nur bei einem Spiel eingesetzt wurde.
Nachdem die Moskitos in die DEL aufgestiegen waren, machte Vollmer im Zeitraum zwischen 1999 und 2000 insgesamt 35 DEL-Spiele, bevor er zur Saison 2001/02 zu den Erding Jets in die Oberliga Süd wechselte, für die er nur sieben Mal im Tor stand.
In der Saison 2002/03 wechselte Vollmer schließlich zum EHC München in die Bayernliga, mit dem ihm im gleichen Jahr der Aufstieg in die Oberliga gelang. Ein Jahr später wurde der erneute Aufstieg denkbar knapp verpasst – man musste sich erst gegen den späteren Oberligameister, den REV Bremerhaven geschlagen geben – Vollmer hütete in dieser Saison 54-mal das Tor des EHC München. Der Aufstieg in die zweite Bundesliga gelang dem EHC München dann ein Jahr später, nämlich 2004/05 – und weiterhin mit Vollmer im Tor.
Joey Vollmer absolvierte per Förderlizenz ein Spiel für den ERC Ingolstadt und kann sich daher mit dem Titel Deutscher Pokalsieger 2005 schmücken, außerdem wurde er 2006 ins ESBG-All-Star-Team berufen.

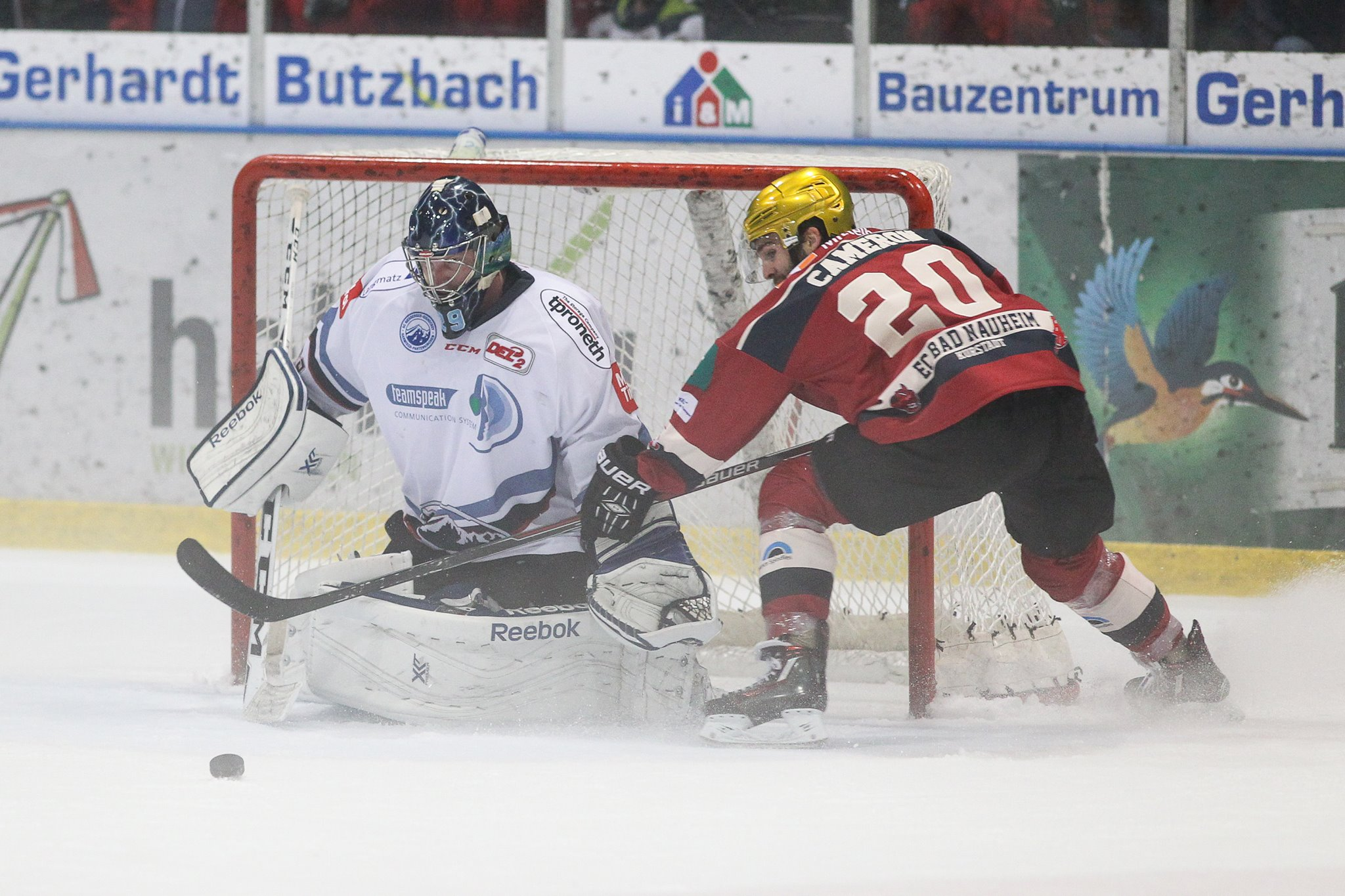
Vollmer hält gegen Bad Nauheim, 2015

Beim Klassenerhalt in der Saison 2005/06 war Vollmer genauso im Aufgebot wie beim Halbfinaleinzug des EHC München Saison 2006/07 und auch in der Saison 2007/08 stand Vollmer oft zwischen den Pfosten. Nach dem Gewinn der Meisterschaft der 2. Bundesliga und dem Aufstieg des EHC München in die Deutsche Eishockey Liga bildete Joey Vollmer in der Saison 2010/11 zusammen mit Sebastian Elwing das Torhüterduo des Vereins. Nach der Spielzeit unterschrieb er einen Vertrag bei den Eispiraten Crimmitschau für die Saison 2011/12. Kurze Zeit nach dem Bekanntwerden seines Abschieds entschied sich der EHC, Vollmers Rückennummer 29 innerhalb des Vereins nicht mehr an einen anderen Spieler zu vergeben. Sein Trikot hängt seitdem unter dem Dach des Olympia-Eissportzentrums.
Zur Saison 2012/13 wechselte er innerhalb der 2. Eishockey-Bundesliga zu den Bietigheim Steelers, wo er schnell zum Publikumsliebling wurde. Zur Saison 2014/15 wechselte Vollmer ein weiteres Mal ligaintern, diesmal zum SC Riessersee.
Zur Saison 2016/17 wechselte er dann zum ECDC Memmingen zurück in die Bayernliga. Gleich im ersten Jahr schaffte er mit den Indians die BEL-Meisterschaft und den Aufstieg in die Oberliga Süd.

### Als Inlinehockeyspieler
Vollmer ist außerhalb der Eishockeysaison bei den Rolling Wanderers Germering in der Deutschen Inline-Hockey-Liga aktiv und wurde in den Jahren 2005 bis 2012 Deutscher Inlinehockey-Meister. Darüber hinaus ist er Torwart bei der deutschen Inlinehockeynationalmannschaft. In den Jahren 2007 bis 2009 gewann er mit ihr jeweils Bronze bei den Inlinehockey-Weltmeisterschaften. Bei der Inlinehockey-Weltmeisterschaft in Ingolstadt 2012 folgte dann die erste Silbermedaille sowie die Auszeichnung zum besten Torhüter des Turniers.

## Erfolge und Auszeichnungen
- 2005 Deutscher Pokalsieger mit dem ERC Ingolstadt
- 2013 DEB-Pokal-Sieger mit den Bietigheim Steelers
- 2013 Meister der 2. Bundesliga mit den Bietigheim Steelers

## Karrierestatistik
(Legende zur Torhüterstatistik: GP oder Sp = Spiele insgesamt; W oder S = Siege; L oder N = Niederlagen; T oder U oder OT = Unentschieden oder Overtime- bzw. Shootout-Niederlage; Min. = Minuten; SOG oder SaT = Schüsse aufs Tor; GA oder GT = Gegentore; SO = Shutouts; GAA oder GTS = Gegentorschnitt; Sv% oder SVS% = Fangquote; EN = Empty Net Goal; 1 Play-downs/Relegation; Kursiv: Statistik nicht vollständig)